# ملعب لا روزاليدا

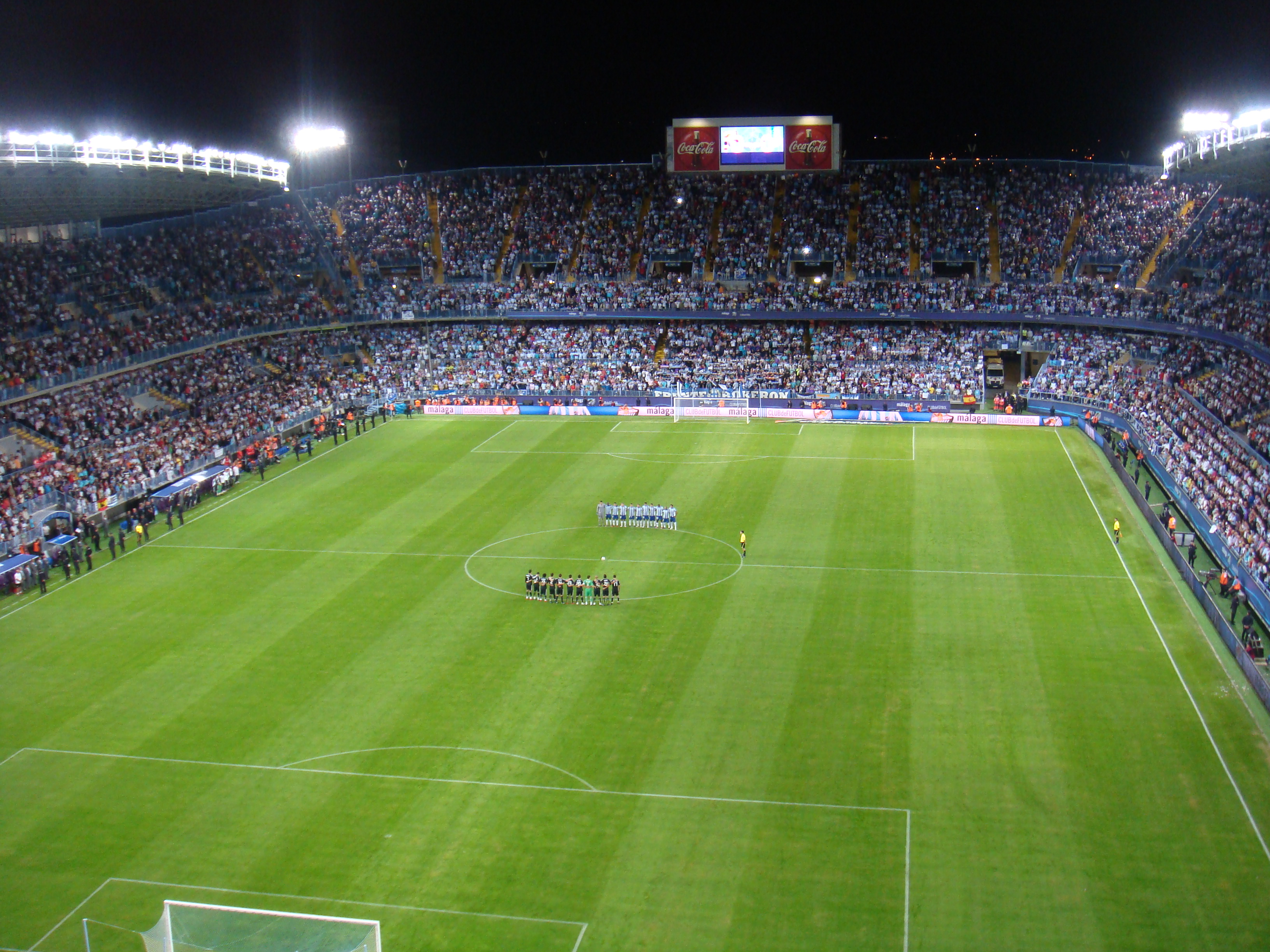
ملعب لوس روزاليدا في إسبانيا.

ملعب لا روزاليدا (بالإسبانية: Estadio La Rosaleda)‏ الذي يتسع ل30,044 هو ملعب كرة قدم في إسبانيا يقع في مدينة مالقا في الأندلس. افتتح الملعب سنة 1941 ويلعب فيه نادي مالقا مبارياته على ارضه. استضاف ملعب روزاليدا ثلاث مباريات من كأس العالم 1982.